# Kibara symplocoides
Kibara symplocoides är en tvåhjärtbladig växtart som beskrevs av Janet Russell Perkins. Kibara symplocoides ingår i släktet Kibara och familjen Monimiaceae. Inga underarter finns listade i Catalogue of Life.